# Mortiers (Charente-Maritime)
Mortiers – miejscowość i gmina we Francji, w regionie Nowa Akwitania, w departamencie Charente-Maritime.
Według danych na rok 1990 gminę zamieszkiwały 184 osoby, a gęstość zaludnienia wynosiła 28 osób/km² (wśród 1467 gmin regionu Poitou-Charentes Mortiers plasuje się na 811. miejscu pod względem liczby ludności, natomiast pod względem powierzchni na miejscu 1007.).